# 圣阿拉耶 (热尔省)
圣阿拉耶（法語：Saint-Arailles，法語發音：[sɛ̃.t‿aʁaj]）是法国热尔省的一个市镇，属于欧什区。

## 地理
圣阿拉耶（43°37'35"N, 0°21'27"E）面积13.2 平方千米，位于法国奧克西塔尼大區热尔省，该省份为法国西南部内陆省份，北起顺时针与洛特-加龙省、塔恩-加龙省、上加龙省、上比利牛斯省、大西洋比利牛斯省和朗德省接壤。
与圣阿拉耶接壤的市镇（或旧市镇、城区）包括：卡斯泰尔诺当格莱、米拉讷、蒙泰斯基乌、里格珀。

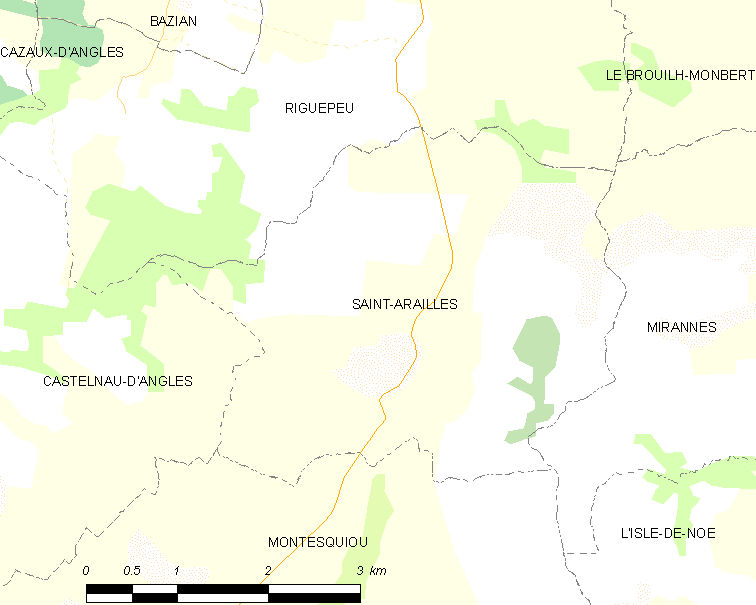
的OSM定位图

圣阿拉耶的时区为UTC+01:00、UTC+02:00（夏令时）。

## 行政
圣阿拉耶的邮政编码为32350，INSEE市镇编码为32360。

## 政治
圣阿拉耶所属的省级选区为弗藏萨克县。

## 人口

1962-2008年间人口变化图示

圣阿拉耶于2022年1月1日时的人口数量为137人。